# 横井昌志
横井 昌志（よこい まさし、1982年10月29日 - ）は愛知県北名古屋市出身のドリフトドライバー。愛称はゾンビ横井、ギャラクシー横井、狂犬。2018年・2019年・2022年のD1グランプリシリーズチャンピオン。

## 来歴
いかす走り屋チーム天国での走りが認められ、D1の出場権を獲得する。2007年よりマイカーのS14型シルビアでD1ストリートリーガルへの参戦を開始し、翌2008年にはD1グランプリにも並行して参戦した。2009年、D1ストリートリーガル最終戦筑波サーキットにて決勝で田中省己を破って初優勝を飾り、シリーズを4位で終える。2012年、D1ストリートリーガルにて1勝を含む三度の決勝進出を果たし、最終戦の日光にてベスト16で前年度王者の田中を破り、シリーズチャンピオンを獲得した。この年にはD1グランプリにもD-MAXからS15型シルビアで復帰し、第4戦エビスでは川畑真人をベスト16で破る活躍を見せた。
2013年より、D1グランプリへのフル参戦を開始する。2014年は第5戦エビスサーキットにて初優勝を飾り、シリーズランキングでも3位に食い込む活躍を見せる。
2015年にはD1グランプリと並行してフォーミュラ・ドリフトのアメリカシリーズにフル参戦し、第6戦テキサスで優勝を果たし、そこでギャラクシー横井というあだ名が付けられた。同年、D1GPで使用するマシンのエンジンをこれまでのSR20DETから2JZ-GTEに変更しパワーアップを図る。タイヤを昨シーズンをもって撤退したヨコハマからナンカンに変更した2017年には2勝を挙げ、シリーズランキング2位を獲得。翌2018年には第3戦オートポリス、第4戦十勝と連勝を飾ると、第7戦エビスでも勝利を挙げる。ランキング首位で迎えた最終戦お台場でも3位表彰台を獲得し、シリーズチャンピオンに輝いた。
2019年も同じ体制で参戦。開幕戦、第2戦と連戦となった筑波で2連勝を挙げ、絶好のスタートを切ると、第3戦、第4戦と再び連戦となった十勝でもそれぞれ2位、3位と表彰台を獲得し前半戦を折り返す。しかしまたも連戦となった第5戦、第6戦エビスでは練習走行中のクラッシュの影響でノーポイントに終わる。最終戦オートポリスでも単走で敗退するも、結果的には逃げ切る形となって、今村陽一に続いて史上2人目となるシリーズ連覇を達成した。
2020年はD1向けに新車を投入し、2回の準優勝など活躍を見せ、シリーズを総合2位、単走では1位で終えた。2021年は第2戦奥伊吹で総合優勝、第5・6戦エビスでは単走2連勝を果たし、総合・単走ともにシリーズ2位となった。
2022年は第6戦オートポリスでの優勝も含め4度表彰台に立つなど安定して好成績を収め、3年ぶり3度目のシリーズチャンピオンに輝いた。
2023年はタイヤをGOODRIDEに変更。シリーズ前に富士で行われたエキシビジョンのRd.0を準優勝で終え、さらに開幕2連戦で2連勝を果たした。さらに第3戦、第4戦も3位で終え、2位を大きく引き離してシリーズトップを維持していたが、タイヤのレギュレーション違反により第3戦、第4戦のポイントは剥奪、大きくランキング順位を落とした。第5戦、第6戦では試験的にシバタイヤを使用していたが、第9戦以降はGOODRIDEに戻している。その後は第7戦オートポリス・第9戦お台場で予選落ちするなどやや精彩を欠き、最終的なシリーズランキングは8位となった。
2024年も引き続きD-MAXからD1GPに参戦。タイヤは新たにトーヨーを使用する。
2025年も引き続きD-MAXからD1GPに参戦するが、25年限りでD-MAXを離れることを東京オートサロン内で行われたキックオフドリフト内で発表している。

## 人物
- 趣味はゴルフ、ジェットスキー、ウェイクボード、バイク[1]、サバイバルゲーム、BBQ、キャンプ[6]。
- D1グランプリに参戦する傍ら、自らのショップである「MCR Factory」を愛知県北名古屋市で営んでおり、またそのショップを母体としてチーム運営を行い、若手ドライバーのD1ライツやフォーミュラ・ドリフト ジャパンへの参戦をサポートしている。
- 愛称の「ゾンビ」「狂犬」の理由は、2007年のエビスにて練習から何度もクラッシュしたにもかかわらず修理して本戦出場を決めたことと、単走追走共に荒々しい走り方からついた。今村陽一以降、史上2人目のチャンピオン連覇を達成したドライバーである。
- 近年のD1GPマシンのトレンドである油圧式のサイドブレーキを好まず、純正と同様のワイヤー式を使用し続けてきたが[7]、2024年から新たにチームメイトとなった田野結希が油圧式でマシンを製作したことに合わせ、自身も油圧式を導入した[8]。
- 海外での大会への参戦や、アメリカ・中国・ロシア・ブラジルなどでのドリフトレッスンにも取り組んでいる[3]。
- 走行前にクロレッツのガムを噛んだり、深呼吸をすることで集中力を高めている。また、前日にビールを6杯以上飲むことでゲン担ぎをしている（実際アルコールを飲まず真面目に参戦しようとして予選落ちした経験があるらしい。）[9]。

## 戦績

### D1グランプリ
| 年     | チーム | 使用車両       | 1       | 2       | 3       | 4       | 5       | 6       | 7       | 8     | 9       | 10     | 順位 | ポイント |
| ------ | ------ | -------------- | ------- | ------- | ------- | ------- | ------- | ------- | ------- | ----- | ------- | ------ | ---- | -------- |
| 2007年 | MCR    | 日産・シルビア | EBI DNQ | FSW DNQ | SUZ DNQ | SUG R   | EBI DNQ | AUT DNQ | FSW DNQ |       |         |        | NC   | 0        |
| 2008年 | MCR    | 日産・シルビア | EBI 21  | FSW DNQ | SUZ 24  | OKA DNQ | AUT DNQ | EBI 14  | FSW 14  |       |         |        | 26位 | 7        |
| 2012年 | D-MAX  | 日産・シルビア | DAI     | SUZ     | AUT 18  | EBI 8   | EBI 18  | CEN DNQ | DAI DNQ |       |         |        | 27位 | 13       |
| 2013年 | D-MAX  | 日産・シルビア | MAI 4   | SUZ 14  | EBI 4   | EBI 10  | HUS 12  | DAI 11  |         |       |         |        | 8位  | 59       |
| 2014年 | D-MAX  | 日産・シルビア | FSW 7   | SUZ 12  | AUT 2   | EBI 22  | EBI 1   | DAI 11  |         |       |         |        | 3位  | 107      |
| 2015年 | D-MAX  | 日産・シルビア | DAI 12  | SUZ 5   | TSU     | EBI 9   | MAI 6   | DAI 18  |         |       |         |        | 11位 | 70       |
| 2016年 | D-MAX  | 日産・シルビア | DAI 14  | FSW 6   | TSU 2   | TSU 24  | EBI 3   | EBI 5   | DAI 9   |       |         |        | 4位  | 99       |
| 2017年 | D-MAX  | 日産・シルビア | DAI 3   | DAI 1   | TSU 19  | MAI 8   | EBI 9   | EBI 4   | DAI 1   |       |         |        | 2位  | 128      |
| 2018年 | D-MAX  | 日産・シルビア | MAI 4   | MAI 12  | AUT 1   | TOK 1   | TSU 24  | EBI 2   | EBI 1   | DAI 3 |         |        | 1位  | 166      |
| 2019年 | D-MAX  | 日産・シルビア | TSU 1   | TSU 1   | TOK 2   | TOK 3   | EBI 24  | EBI R   | AUT 19  |       |         |        | 1位  | 97       |
| 2020年 | D-MAX  | 日産・シルビア | OKU 5   | EBI 3   | EBI 6   | AUT 5   | AUT 15  | EBI 2   | TSU 2   | TSU 4 |         |        | 2位  | 129      |
| 2021年 | D-MAX  | 日産・シルビア | OKU 12  | OKU 1   | TSU 3   | TSU 2   | EBI 5   | EBI 3   | OKU 5   | OKU 3 | AUT 5   | AUT 10 | 2位  | 169      |
| 2022年 | D-MAX  | 日産・シルビア | FSW 2   | OKU 6   | OKU 2   | EBI 3   | EBI 9   | AUT 1   | AUT 19  | EBI 5 | EBI 2   |        | 1位  | 150      |
| 2023年 | D-MAX  | 日産・シルビア | OKU 1   | OKU 1   | TSU DSQ | TSU DSQ | EBI 14  | EBI 5   | AUT R   | AUT 7 | DAI DNQ | DAI 14 | 8位  | 74       |

- 太字は単走優勝。(key)